# Château de la Motte-Serrant
Le Château de la Motte-Serrant est un château français situé à Montflours, dans le département de la Mayenne et la région des Pays de la Loire. Il est situé sur la rive gauche de la Mayenne, à 800 mètres à l'ouest du bourg.

## Histoire

### Désignation
- La Motte, 1539
- la Motte Serant, 1547
- la Motte Montflours, 1555
- La Motte de Montfoullour, 1601 (Titres de la Girardière).
- La Motte-Serrant, 1661 (Insinuations ecclésiastiques).
- La Motteserrant, château (Jaillot).
- La Motte-Cérans (Carte de Cassini).
- La Motte, château, parc (Carte d'état-major).

### Histoire
C'est un fief qui resta attaché féodalement à la baronnie d'Entrammes dont il avait fait partie. Jean de Rochechouart, en 1472, déclare encore, comme seigneur d'Entrammes, qu'il a justice foncière dans les paroisses de Montflours et de Sacé, 1472. 
Selon Célestin Port, le fief de Serrant appartenait au Moyen Âge à une famille seigneuriale qui en portait le nom, puis passa au début du XIVe siècle à la maison de Brie par l'union de l'héritière Françoise de Serrant avec Jean II de Brie (on trouve aussi de Brée ; probable fils de Jean Ier et Marguerite de Goulaine). La présence de Serrant est à expliquer par les seigneurs qui von,t posséder le Château de la Motte.
La chapelle de Limbergère, desservie à la Trinité de Laval, dite aussi de la Motte-Serrant, était à la présentation des seigneurs de la Motte. 
Le vieux château, de petite proportion, conserve encore sur une motte entourée de douves quelques hautes murailles. Le château moderne s'est éloigné un peu de la Mayenne en gravissant le flanc de la colline.

## Sources et bibliographie
- « Château de la Motte-Serrant », dans Alphonse-Victor Angot et Ferdinand Gaugain, Dictionnaire historique, topographique et biographique de la Mayenne, Laval, A. Goupil, 1900-1910 [détail des éditions] (BNF 34106789, présentation en ligne)